# Wiktor Olchowski
Wiktor Rodionowicz Olchowski (ros. Виктор Родионович Ольховский; ur. w 1895, zm. w 1935) – radziecki aktor, Zasłużony Artysta RFSRR.

## Życiorys
Swoje występy zaczynał od scen prowincjonalnych. Od 1921 był aktorem Teatru Małego. Był artystą o dużym temperamencie, cechowała go psychologiczna głębia.

## Nagrody i odznaczenia
- Zasłużony Artysta RFSRR (1932)[1] .